# 秋田製錬
秋田製錬株式会社（あきたせいれん）は、高品位の電気亜鉛などを生産するDOWAホールディングス傘下のDOWAメタルマインの事業子会社。秋田県秋田市飯島に本社および生産拠点の飯島製錬所を置く。

## 概要
1971年（昭和46年）2月に、同和鉱業株式会社・日本鉱業株式会社・住友金属鉱山株式会社・三井金属鉱業株式会社・三菱金属鉱業株式会社・東邦亜鉛株式会社の非鉄金属製錬6社の共同出資により設立。電気亜鉛では、1年間に約20万トンを当製錬所で生産する。これは国内生産量の3割を占め、国内最大級、世界でも10位の亜鉛製錬所である。
電気亜鉛のほか、電気カドミウムと硫酸の生産も行っている。

## 沿革
- 1971年（昭和46年）2月 - 秋田製錬株式会社設立。
- 1972年（昭和47年）2月 - 飯島製錬所操業開始。
- 1995年（平成7年） - 三井金属鉱業が秋田製錬の株式を日鉱金属へ譲渡。
- 2006年（平成18年）
  - 3月 - 日鉱金属の亜鉛・鉛委託製錬事業から撤退のため、秋田製錬の株式を同和鉱業へ譲渡。
  - 10月 - 同和鉱業の持株会社化により、DOWAホールディングス子会社のDOWAメタルマインの事業子会社となる。
- 2009年（平成21年）10月 - 登記上の本店を秋田県秋田市に移転。
- 2024年（令和6年）3月29日 - DOWAメタルマインが住友金属鉱山から株式14%を取得し、完全子会社化[3]。
- 2025年（令和7年）4月1日 - 秋田ジンクソリューションズ、秋田レアメタル、秋田ジンクリサイクリングの3社を吸収合併[4]。